# Cryptopontius donghaensis
Cryptopontius donghaensis is een eenoogkreeftjessoort uit de familie van de Artotrogidae. De wetenschappelijke naam van de soort is voor het eerst geldig gepubliceerd in 1996 door Kim I.H..